# 報道ワイド 記者のチカラ
『報道ワイド 記者のチカラ』（ほうどうワイド きしゃのチカラ）は、テレビ西日本（TNC）で2022年4月4日より放送されている報道・情報番組。

## 概要
テレビ西日本は、2020年10月に平日夕方枠の報道番組の編成で『ももち浜S特報ライブ』の16時台において、キー局であるフジテレビから『Live News イット!』の16時台を同時ネット形式で内包させて放送していた。2022年春の番組改編にて、それまで同時間帯に放送されていた『ももち浜S特報ライブ』を一新し、同年4月4日に放送開始。
約3時間の生放送で、ニュースの他、VTR企画やエンタメ、スポーツの話題、生活に密着した情報も発信していく。

## 出演者
特記のない人物は、テレビ西日本アナウンサー。
メインキャスター
- 川崎健太（テレビ西日本報道部記者）
- 出口麻綾

サブキャスター
- 松尾幸一郎
- 赤木希[注釈 1]

お天気キャスター
| 期間      | 期間      | 月曜 - 木曜 | 金曜     |
| --------- | --------- | ----------- | -------- |
| 2022.4.4  | 2024.3.29 | 古山圭子    | 古山圭子 |
| 2024.4.1  | 2025.3.28 | 古山圭子    | 中村友祐 |
| 2025.3.31 | 現在      | 町田朱理    | 中村友祐 |

ももスポキャスター
- 吉川貴司（ローカルタレント）- 前々番組『ももち浜ストア 夕方版』及び前番組『ももち浜S特報ライブ』から引き続き担当。

コメンテーター
2023年9月までは2名体制。同年10月からは1名体制（木曜のみ2名体制の場合あり）。『ももち浜S特報ライブ』からの続投者は名前の横に○で表記。
- 月曜日
  - 相本康一（西日本新聞社）○
- 火曜日
  - 植田祐一（西日本新聞社）
- 水曜日
  - 新居大介（経営コンサルタント）○
  - 堀内恭彦（弁護士）
  - 一坊寺麻希（弁護士）
  - カンニング竹山
- 木曜日
  - 鈴木哲夫（ジャーナリスト、元テレビ西日本・フジテレビ政治部記者）○
  - 松坂俊（医師）
  - 山田舞（医師）
- 金曜日
  - 荻原博子（経済評論家、ジャーナリスト）
  - 山根小雪（日経BP・日経エネルギーNext編集長）

過去のコメンテーター
- 火曜日
  - 坂井政美（西日本新聞社）○
  - 上谷さくら（弁護士、元毎日新聞社記者）○
  - 木下敏之（元佐賀県佐賀市長、福岡大学経済学部教授）○
- 水曜日
  - 甲木正子（西日本新聞社）○
  - 古賀桃子（NPO代表）
  - 松岡恭子（建築家）
- 金曜日
  - 鎌田靖（ジャーナリスト）
  - 徳永響（弁護士）

## 主なコーナー

### 16:49 -
福岡のニュース
イット!
- フジテレビからネット。16:50のキャスター挨拶から17:10頃のフラッシュニュースコーナーが終わるまでネット受け。

しらべてみたら（月 - 水）
- 『イット!』平日18時20分頃関東ローカルで放送。「?」を解くために仮説を立て、フジテレビのディレクターが取材に出かけて解明する。

マイニチ出口調査（木・金）
- メインキャスター出口アナが現地取材。

つながる天気

### 18時台
FNN Live News イット!
- フジテレビ発の全国ニュース。

福岡ニュースをイッキ見
コメンテーターの“チカラ”
ももスポ
- 福岡ソフトバンクホークス、アビスパ福岡を中心とした福岡のスポーツ情報を伝える。（内容は前々番組『ももち浜ストア 夕方版』及び前番組『ももち浜S特報ライブ』を踏襲）

まるっと!
- 『イット!』18時台関東ローカル枠の同名コーナーを18:55まで部分ネット。2023年10月2日からの後継コーナー『取材Center24（18:48.30 - 18:55）』はネットされない。但し、オリンピック期間中はイット!の「レミたん五輪とっておき情報」（18:46 - 18:56、この期間のみ同時間帯をFNN枠に変更）は放送される。

手づくり天気
なお、プロ野球福岡ソフトバンクホークスの試合中継が行われる際は、18時台は放送休止となる。

### 過去のコーナー

#### 15:45 -
福岡のニュース・中継
「幸」辞苑
- サブキャスター松尾アナが気になる話題など、巨大辞書型ボードを使って伝える。

エンタメニュース
- サブキャスター松尾アナが担当。

最新の気象情報
- 古山気象予報士が「天気をまつわるクイズ」をメインキャスターやコメンテーターへ質問し、解答をてんタマくんが教える。その後、てんタマくんと一緒に最新の天気をTNC放送会館(福岡タワー寄り)前から伝える。

#### 17時台
川崎ニュースチーム

## 放送時間
| 期間      | 期間      | 放送時間（JST）        | 放送時間（JST）        | 備考       |
| 期間      | 期間      | 月曜 - 木曜            | 金曜                   | 備考       |
| --------- | --------- | ---------------------- | ---------------------- | ---------- |
| 2022.4.4  | 2023.9.29 | 15:45 - 19:00（195分） | 15:45 - 19:00（195分） | [ 注釈 2 ] |
| 2023.10.2 | 2024.9.20 | 16:47 - 19:00（133分） | 16:47 - 19:00（133分） | [ 注釈 3 ] |
| 2024.9.23 | 2025.3.28 | 16:47 - 19:00（133分） | 16:49 - 19:00（131分） | [ 注釈 3 ] |
| 2025.3.31 | 現在      | 16:49 - 19:00（131分） | 16:49 - 19:00（131分） | [ 注釈 3 ] |

## 重大ニュース・特番編成時の扱い
- 2022年7月10日（日曜日）：「Live選挙サンデー」を差し替える形で、参議院選福岡・山口開票特番を放送。
- 2022年9月18日（日曜日）：この日、九州地方に接近していた台風14号の情報を伝えるため、「にちようももち」を休止し、12:00 - 13:00に当番組の川崎・出口の進行で「特報！台風14号 九州へ」を放送。テレビ大分・テレビ長崎でもネットされたほか、鹿児島テレビも鹿児島県枕崎市からの中継を担当した。
- 2024年4月29日（月曜日） - 2024年5月3日（金曜日）：18:50 - 19:00に『ゴールデン「サザエさん」ウィーク傑作選』（フジテレビ制作）を放送のため、10分短縮[3]。
- 2024年10月26日　(日曜日)：「Live選挙サンデー」を差し替える形で、衆議院選福岡・山口開票特番を放送。
- 2025年1月27日(月曜日)　この日、フジテレビが元タレント関連の会見を放送するため、6時09分スタート予定を見込んでいた。しかし、会見は任意ネット枠の6時枠も放送。事実上の放送休止となった。

## 週末の扱い
- 週末（土曜・日曜）は前番組同様『FNN Live News イット!』の中にローカルニュースを内包する。年末年始に関しても、前番組同様『FNNニュース』をEPG・番組表上のみ『TNCニュース』と表記変更し（テーマ曲・CG差し替え無し）、ローカルニュースを内包する。